# ردة سيحان (بهمنشير الجنوبي)
ردة سيحان (بالفارسية: رده سیحان) هي منطقة سكنية تقع في إيران في قسم بهمنشير الجنوبي الريفي. يقدر عدد سكانها بـ 589 نسمة بحسب إحصاء 2016.